# 斯皮里東·普京
斯皮里東·伊万诺维奇·普京（羅馬化：Spiridon Ivanovich Putin；1879年12月19日—1965年12月19日），俄罗斯廚師，為弗拉基米尔·列宁和约瑟夫·斯大林的私人厨师，弗拉基米尔·普京的祖父。